# Indicele cântecelor needitate ale formației Sfinx
Mai jos este un indice al compozițiilor scrise de formația Sfinx care nu au fost publicate pe suporturi audio (disc de vinil, casetă audio, CD) distribuite comercial, dar și al celor care nu sunt cunoscute de publicul specialist prin relație cu o înregistrare de studio anume.
În repertoriul formațiilor românești de muzică rock din România socialistă, intrarea într-un studio de înregistrare se producea mult mai puțin frecvent decât s-ar fi dorit, iar muzica și versurile ce se dorea să apară pe imprimare erau drastic cenzurate, nu arareori argumentația producătorului (casa de discuri unică Electrecord) atingând absurdul. Se invoca evitarea titulaturilor și versurilor pesimiste (vezi mai jos: „Drum fără țintă”), a conotațiilor mistice în versuri (cum a fost cazul pieselor de pe albumul Zalmoxe) etc.
Videografia formației este revelatoare, adăugând materialelor discografice un număr de piese care ar fi fost altfel pierdute. Alte piese figurează în fonotecile Televiziunii și Radiodifuziunii Române, în vreme ce o a treia categorie, mult mai greu accesibilă publicului, include înregistrări din concert (înregistrări de amator, dat fiind că singura profesională pe suport audio a formației figurează pe discul Club A, 1981 – piesa „Focuri vii”).

## B

### Blues absurd
- anul compoziției: 1970?
- interpreți: Dan Aldea • Corneliu „Bibi” Ionescu (chitară bas) • Marian Toroimac (baterie, pian)

Nu este cunoscută nicio înregistrare a piesei. La începutul anilor 1970, reprezenta un moment emblematic în cadrul concertelor Sfinx: bateristul Toroimac susținea un îndelungat solo de pian, suplinind necunoașterea instrumentului prin simțul ritmic. În 1971, piesa este interpretată la a doua ediție a Festivalului Club A. Pianistul de jazz Richard Oschanitzky, membru al juriului, îl roagă pe Dan Aldea să renunțe la soloul de pian al bateristului, motivând că un astfel de moment este umilitor pentru toți pianiștii prezenți la concert.

### Bună dimineața
- anul înregistrării: 1968?
- interpreți: Adrian Ivanițchi (voce, chitară) • Octav Zemlicka (voce, chitară) • Petre Iordache • Idu Barbu (orgă electronică) • Corneliu „Bibi” Ionescu (chitară bas) • Sergiu Zagardan (baterie)

Înregistrarea piesei a fost surprinsă într-un interviu al actorului Emil Hossu cu formația. Ivanițchi a fost membru al Sfinx pentru scurt timp (la finele lui 1967 și câteva luni ale anului 1968),

## D

### Drum fără țintă
- anul compoziției: 1973
- anul înregistrării: 1974
- compozitor: Dan Aldea[3]
- textier: Dan Aldea[3]
- interpreți: Dan Aldea (voce, chitară) • Corneliu „Bibi” Ionescu (chitară bas) • Ion Cristian „Călare” (baterie)

Piesa este mai bine cunoscută ca „Fiii soarelui”, nume sub care apare pe discul EP Coborîse primăvara (1974). Schimbarea titlului a fost impusă de către cenzorii Electrecord. O înregistrare din concert a piesei, cântată în concert în 1973 (în formula Aldea–„Bibi” Ionescu–Ion Cristian „Călare”), poate fi ascultată aici.
- "Drum fără țintă" nu apare pe EP'ul "Coborîse primăvara" de fapt nu apare nicaieri pe vreun disc al lui Sfinx; pe EP'ul sus amintit de baterie se 'ocupa' Mihai Cernea in exclusivitate din nefericire Ion Cristian nu apare pe nici un album cu Sfinx (cu sau fara Dan Aldea); piesa la care se face referinta de pe EP'ul amintit ("Fiii soarelui") s'a chemat in original "Blues absurd"...

## Î

### Îmi place muzica
- anul înregistrării: 1966
- interpreți: Octav Zemlicka (chitară, voce) • Petre Iordache • Idu Barbu (orgă electronică) • Corneliu „Bibi” Ionescu (chitară bas) • Sergiu Zagardan (baterie)

Este cea mai cunoscută compoziție proprie Sfinx din prima perioadă a formației (sub conducerea lui Zemlicka). Piesa intră în circuitul radiofonic și, alături de alte piese (originale sau versiuni cover ale unor compoziții străine), face parte din repertoriul cu care formația participă în 1966 la concursul televizat Muzicorama TV.

## P

### Pe un ram de ger
- interpreți: Harry Coradini (voce) • Dan Aldea (voce, chitară, sintetizator, pian) • Corneliu „Bibi” Ionescu (chitară bas) • Mișu Cernea (baterie)

Muzica: Vasile Șirli

### Purgatoriu
- compozitori: Dan Aldea, Corneliu „Bibi” Ionescu, Marian Toroimac
- interpreți: Dan Aldea (chitară) • Corneliu „Bibi” Ionescu (chitară bas) • Marian Toroimac (baterie)

## S

### Sfat pentru cei triști
Piesa a fost înregistrată în anii optzeci, cu Mircea Romcescu ca invitat.

### Sfinx
- anul înregistrării: 1966
- interpreți: Octav Zemlicka (chitară, voce) • Petre Iordache • Idu Barbu (orgă electronică) • Corneliu „Bibi” Ionescu (chitară bas) • Sergiu Zagardan (baterie)

Piesa eponimă a formației, participă în 1966 alături de „Îmi place muzica” la concursul televizat Muzicorama TV.

### Spune-mi
- anul înregistrării: 1973–4
- compozitor: Dan Aldea[6]
- interpreți: Dan Aldea (chitară) • Corneliu „Bibi” Ionescu (chitară bas) • Mișu Cernea (baterie)

Piesa a fost înregistrată la Radiodifuziune. Ea conține un moment instrumental amplu, susținut de chitare electrice supraimprimate. Înregistrarea uneia dintre chitare este inversată, ceea ce presupune că partitura a fost parcursă de la coadă la cap la imprimare. Această tehnică a fost folosită anterior de The Beatles în piesa „I'm Only Sleeping” (1966).

## T

### Te aștept mereu
- anul compoziției: 1982
- anul înregistrării: 1982
- compozitor: Sorin Chifiriuc

Piesa face parte din coloana sonoră pentru filmul Melodii la Costinești (1983), în regia lui Constantin Păun.